# Norvegia ai Giochi della XI Olimpiade
La Norvegia partecipò ai Giochi della XI Olimpiade, svoltisi a Berlino, Germania, dal 1º al 16 agosto 1936, con una delegazione di 70 atleti impegnati in dodici discipline.

## Medagliere

### Per discipline
| Sport    | Oro | Argento | Bronzo | Totale |
| -------- | --- | ------- | ------ | ------ |
| Tiro     | 1   | 0       | 0      | 1      |
| Vela     | 0   | 2       | 0      | 2      |
| Pugilato | 0   | 1       | 1      | 2      |
| Calcio   | 0   | 0       | 1      | 1      |
| Totale   | 1   | 3       | 2      | 6      |

### Medaglie
| Medaglia | Atleta | Sport    | Evento                    |
| -------- | --- | -------- | ------------------------- |
| Oro      | Willy Røgeberg                                                                                             | Tiro     | Carabina 50 metri a terra |
| Argento  | Henry Tiller                                                                                               | Pugilato | Pesi medi                 |
| Argento  | Alf Tveten Fredrik Meyer Karsten Konow Magnus Konow Vaadjuv Nyqvist                                        | Vela     | 6 metri                   |
| Argento  | Hans Struksnæs Jacob Tullin Thams John Ditlev-Simonsen Lauritz Schmidt Nordahl Wallem Olaf Ditlev-Simonsen | Vela     | 8 metri                   |
| Bronzo   | Norvegia                                                                                                   | Calcio   | Torneo Maschile           |
| Bronzo   | Erling Nilsen                                                                                              | Pugilato | Pesi massimi              |

## Risultati

### Calcio
| Atleta | Classifica |                     |
| --- | --- | ------------------- |
| V · D · M Nazionale norvegese · Calcio ai Giochi Olimpici Estivi 1936 P Gundersen · P Johansen · D Eriksen · D Holmsen · D Horn · C Henriksen · C Holmberg · C Juve · C Ulleberg · A Brustad · A Frantzen · A Hansen · A Ileby · A Isaksen · A R. Kvammen · A Martinsen · A Monsen · CT : Halvorsen | Bronzo |                     |
| Nazionale norvegese · Calcio ai Giochi Olimpici Estivi 1936 | |                     |
| P Gundersen · P Johansen · D Eriksen · D Holmsen · D Horn · C Henriksen · C Holmberg · C Juve · C Ulleberg · A Brustad · A Frantzen · A Hansen · A Ileby · A Isaksen · A R. Kvammen · A Martinsen · A Monsen · CT: Halvorsen                                                                        | P Gundersen · P Johansen · D Eriksen · D Holmsen · D Horn · C Henriksen · C Holmberg · C Juve · C Ulleberg · A Brustad · A Frantzen · A Hansen · A Ileby · A Isaksen · A R. Kvammen · A Martinsen · A Monsen · CT: Halvorsen | Norvegia (bandiera) |